# Joseph Altsheler
Joseph Alexander Altsheler (29. dubna 1862, Three Springs, Kentucky – 5. června 1919, New York) byl americký spisovatel dobrodružných knih pro mládež, z nichž převážná část se dá zařadit do žánru westernu.

## Životopis
Narodil se roku 1862 v Three Springs v americkém státě Kentucky. Navštěvoval Liberty College v Glasgow v Kentucky a poté studoval na Vanderbiltově universitě v Nashville v Tennessee. Od roku 1885 pracoval jako reportér pro list Louisville Courier-Journal. Roku 1888 se oženil se Sárou Bolesovou, kterou poznal už za dob svých studií, a měl s ní jednoho syna. Od roku 1892 začal pracovat pro list New York World, nejprve jako havajský dopisovatel, později jako redaktor jeho magazínu, v němž vycházely povídky a romány pro mládež. A protože postrádal pro magazín dostatečné množství hodnotných dobrodružných příběhů pro chlapce, začal je sám psát. Jeho příběhy, které hodnověrně popisovaly historii Ameriky, měly neobvykle příznivý čtenářský ohlas. Stal se tak úspěšným spisovatelem (napsal pět cyklů příběhů a více než dvacet dalších knih), že v anketě amerických knihovníků z roku 1918 byl dokonce prohlášen za nejpopulárnějšího spisovatele dobrodružných knih pro mládež.
V roce 1914 odjel se svou rodinou do Evropy a začátek první světové války jej zastihl v Německu. Obtížná cesta domů si pak vybrala těžkou daň na jeho zdraví. Roku 1919 ve věku padesáti sedmi let v New Yorku zemřel.

## Dílo

### Cykly příběhů
- The Young Trailers Series (1907–1912, Mladí stopaři), osmidílný cyklus příběhů z rané doby osidlování severoamerických pustin, z nichž česky vyšly první dva díly pod názvy Stopaři přední stráže (1907, The Young Trailers) a Strážci pralesa (1908, The Forest Runners).
- The Texan Series (1912–1913, Boj o Texas), trilogie z období bojů o nezávislost Texasu v letech 1835–1836 (byla vydána česky).
- The Civil War Series (1914–1916), osmidílný cyklus z doby americké občanské války. Z tohoto cyklu nebyla česky vydána žádná kniha.
- The World War I Series (1915), tři příběhy z období začátku první světové války (česky nebyl žádný vydán).
- The French and Indian War Series (1916–1919), šestidílný cyklus z doby francouzsko-indiánských válek na začátku druhé poloviny 18. století. Z tohoto cyklu nebyla česky opět vydána žádná kniha.

### Samostatné knihy
- The Hidden Mine (1896, Tajný důl),
- A Knight of Philadelphia (1897, Rytíř z Philadelphie),
- The Sun of Saratoga (1897, Slunce Saratogy),
- A Herald of the West (1898, Herold západu),
- The Last Rebel (1900, Poslední náčelník), román o výpravě bílých osadníků za zlatem na Divoký západ, ve kterém autor rozvíjí na pozadí bitvy u Little Bighornu v roce 1876 mezi vojáky generála Custera a Indiány dramatický příběh dvou bratrů, kteří vytvoří most porozumění mezi bělochy a indiány.
- Before Dawn (1903, Před úsvitem), příběh z doby pádu Richmondu za americké občanské války.
- The Horsemen of the Plains (1910, Jezdci z plání), příběh z období šajenských válek.
- Apache Gold (1913, Zlato Apačů), román z amerického Divokého západu druhé poloviny 19. století líčící dobrodružnou cestu čtyř mužů, kteří se podle návodu umírajícího tuláka vydávají za zlatým pokladem, ukrytým v arizonských horách někdejšími španělskými zlatokopy.
- The Quest of the Four (1911, Výprava čtyř),
- The Great Sioux Trail (1918, Za zlatem do země Siouxů),
- The Lost Hunters (1918, Ztracení lovci), volné pokračování knihy Za zlatem do země Siouxů.

## Česká vydání
- Poslední náčelník, Toužimský a Moravec, Praha 1933, přeložil František Heller, znovu 2001 v jazykové úpravě.
- Za zlatem do země Siouxů, Toužimský a Moravec, Praha 1933, přeložil František Heller,
- Zlato Apačů, Toužimský a Moravec, Praha 1935, přeložil František Heller,
- Ztracení lovci, Toužimský a Moravec, Praha 1936, přeložil František Heller,
- Stopaři přední stráže, Toužimský a Moravec, Praha 1939, přeložila Zdeňka Mathesiusová, znovu 1993 v jazykové úpravě Gustava Kadlece.
- Strážci pralesa, Toužimský a Moravec, Praha 1939, přeložil František Heller,
- Ztracení lovci, Albatros, Praha 1971, přeložil Jan Petr Velkoborský, znovu 1978 a 1989
- Strážci pralesa, Albatros, Praha 1974, přeložila Taťána Tilschová, znovu 1979.
- Poslední náčelník, Albatros, Praha 1975, přeložila Taťána Tilschová, znovu Cedr, Brno 1993.
- Zlato Apačů, Albatros, Praha 1977, přeložila Taťána Tilschová, znovu Cedr, Brno 1994 a Gabi, Český Těšín 1996.
- Boj o Texas, Toužimský a Moravec, Praha 2003, přeložila Ivana Kadlecová.